# Casa Museo de los Patronos de la Virgen
La Casa Museo de los Patronos de la Virgen es una antigua casa señorial ubicada en el casco histórico de la Villa Mariana de Teror, en Gran Canaria. Está asentada en las inmediaciones de la Plaza de Nuestra Señora del Pino. Actualmente es propiedad de la Familia Manrique de Lara, Patronos de la Virgen del Pino, donde entre otras cosas, se custodian  el trono y los objetos litúrgicos.

## Descripción
La fachada de este antigua mansión señorial emerge entre la arboleda que bordea la acera de la plaza. Característica por sus amplios ventanales y un portón basto y anchuroso son las únicas ornamentaciones de esta casona. A través del portón, se conduce al patio principal. Este patio se ve centrado por una bella fuente de mármol y piedra del país, tiene noble amplitud, con galerías al estilo de la tierra, sustentades por columnas de "tea" de los pinos de la isla.
La planta baja que antaño fuera depósito de los enseres de valor de la Virgen del Pino, se ha convertido en confortables departamentos. En una de las esquinas del patio se halla una de las sillas de manos del siglo XVIII en que las damas de la familia Manrique de Lara, hacían viaje a Teror desde Las Palmas de Gran Canaria.
A la izquierda, conjunta a la entrada, se encuentra una escalera principal que desemboca en la galería-vestíbulo, que ofrece en sus paredes un repostero con las armas familiares, además de una serie de grabados del Primer Imperio. Una valiosa cabeza en madera y dos varales de la antigua Hermandad del Santísimo, colaboran al ambiente de la estancia desde la que se pasa al lugar más importante de la casa, El Estrado.
A medida que se avanza por el corredor y a la izquierda se encuentra la sala principal. En su tiempo fue el moderno cuarto de estar. Pendiente de las paredes, y llenando la estancia con una presencia sentimental, varios cuadros-retratos de los señores de la casa; por la estancia se ven esparcidos espejos y consolas de la época de Carlos IV, un viejo piano romántico y un gran óleo representando a la Virgen del Pino. Tras un gran ventanal resguardado de grandes cortinas se encuentra el balcón sobre la Plaza del Pino.
Fuera del estrado se encuentran, las alcobas principales, de estilo "perqueño", del siglo XIX.
Luego, a través de una "suitte" de aire romántico y finisecular, se llega al "traspatio" o también llamado "patio de Servicio". Una escalera conduce desde este traspatio a las caballerizas familiares, situadas bajo el núcleo principal.
Próximas a las inmediaciones de las caballerizas familiares, se custodian los carruajes, carretillas y los coches de transporte.
Antes de formar parte del mayorazgo de la familia Manrique de Lara, la mansión fue propiedad de los Rodríguez del Toro. Allí nació el I Marqués del Toro, Bernardo Rodríguez del Toro, quien se trasladó a Venezuela y dio origen a una familia de cuyo seno nacieron María Teresa Rodríguez del Toro y Alayza esposa de Simón Bolívar, así como también Francisco Rodríguez del Toro primer Comandante en Jefe de los ejércitos independentistas de Venezuela y Fernando Rodríguez del Toro, Presidente durante la Primera República venezolana.
Un árbol genealógico situado al lado de la escalera de la casa alude al parentesco entre la familia de la esposa de Bolívar y los Manríque de Lara, propietarios de la misma desde hace varias generaciones.